# 義和 (高昌)
義和（ぎわ）は、高昌で用いられた年号。614年 - 619年。史書に記載がなく、考古資料によって存在が確認されている。王の名も伝わっていない。

## 西暦・干支との対照表
| 義和 | 元年  | 2年   | 3年   | 4年   | 5年   | 6年   |
| 西暦 | 614年 | 615年 | 616年 | 617年 | 618年 | 619年 |
| 干支 | 甲戌  | 乙亥  | 丙子  | 丁丑  | 戊寅  | 己卯  |